# Carignano
Carignano (piemontesisch Carignan) ist eine Gemeinde in der italienischen Metropolitanstadt Turin, Region Piemont.

## Lage und Einwohner
Carignano liegt 25 km südlich von Turin. Das Gemeindegebiet umfasst eine Fläche von 50 km² und hat 9125 Einwohner (Stand 31. Dezember 2023).
Die Nachbargemeinden sind Moncalieri, Vinovo, La Loggia, Piobesi Torinese, Villastellone, Castagnole Piemonte, Osasio, Lombriasco und Carmagnola.

## Geschichte

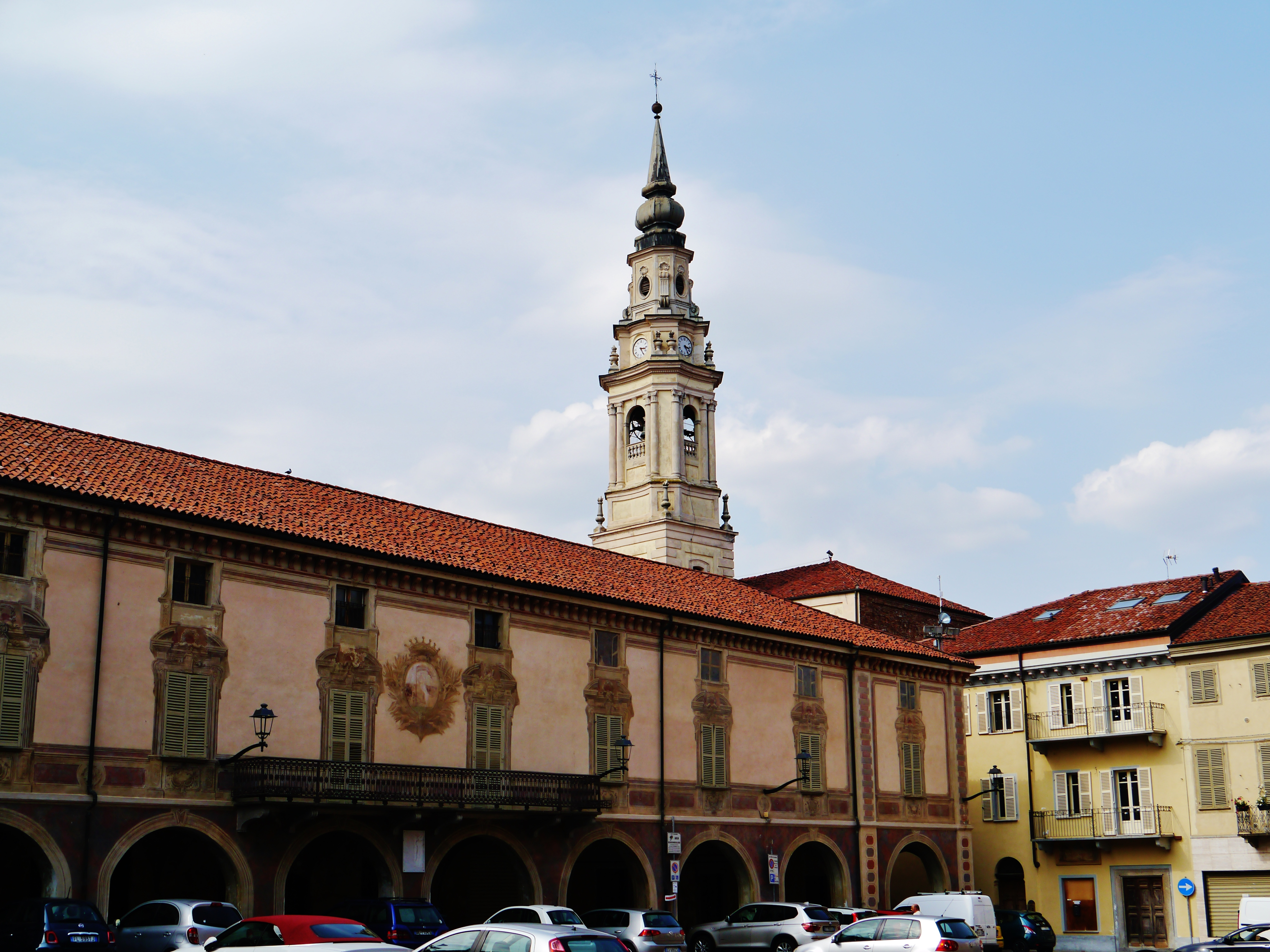
Piazza San Gioanni

Die Stadt kam 1418 unter die Herrschaft des Hauses Savoyen. Karl Emanuel I. wandelte Carignano als Paragium für seinen Sohn Thomas Franz (1596–1656) zum Fürstentum um. Aus der von Thomas Franz als Fürst von Carignan begründeten Nebenlinie Savoyen-Carignano ging nach dem Aussterben der Hauptlinie der Savoyer 1831 Karl Albert als König von Sardinien hervor. Das Haus Carignano entwickelte wiederum zwei Linien, die von Soissons und die von Villafranca.
Erstere wurde begründet von Thomas’ zweitem Sohn Eugen Moritz (1633–1673) und dessen Ehefrau Marie de Condé, Comtesse de Soissons, die die Grafschaft ihrer Mutter als Apanage erhielt, und starb 1734 aus. Zugunsten von Eugen Moritz wurde 1662 die Stadt Yvois in den Ardennen von Ludwig XIV. in den Rang eines Herzogtums erhoben und gleichzeitig der Name in Carignan geändert. Der berühmte Prinz Eugen war der zweite Sohn des ersten Herzogs von Carignan.
Der Zweig Villafranca begann mit Eugen (1753–1785), dem zweiten Sohn von Ludwig Viktor von Carignano (1721–1778). Sein Enkel Eugen Emanuel (1816–1888) wurde von König Karl Albert I. 1834 zum Prinzen von Savoyen-Carignano ernannt. Er war eine morganatische Ehe eingegangen, und zum Anlass seiner Silberhochzeit 1888 wurde seiner Gattin der Titel „Gräfin von Villafranca“ verliehen. Gleichzeitig wurde sein ältester Sohn Filiberto zum Grafen von Villafranca und sein jüngerer Sohn Vittorio zum Grafen von Soissons erhoben.

## Sehenswürdigkeiten

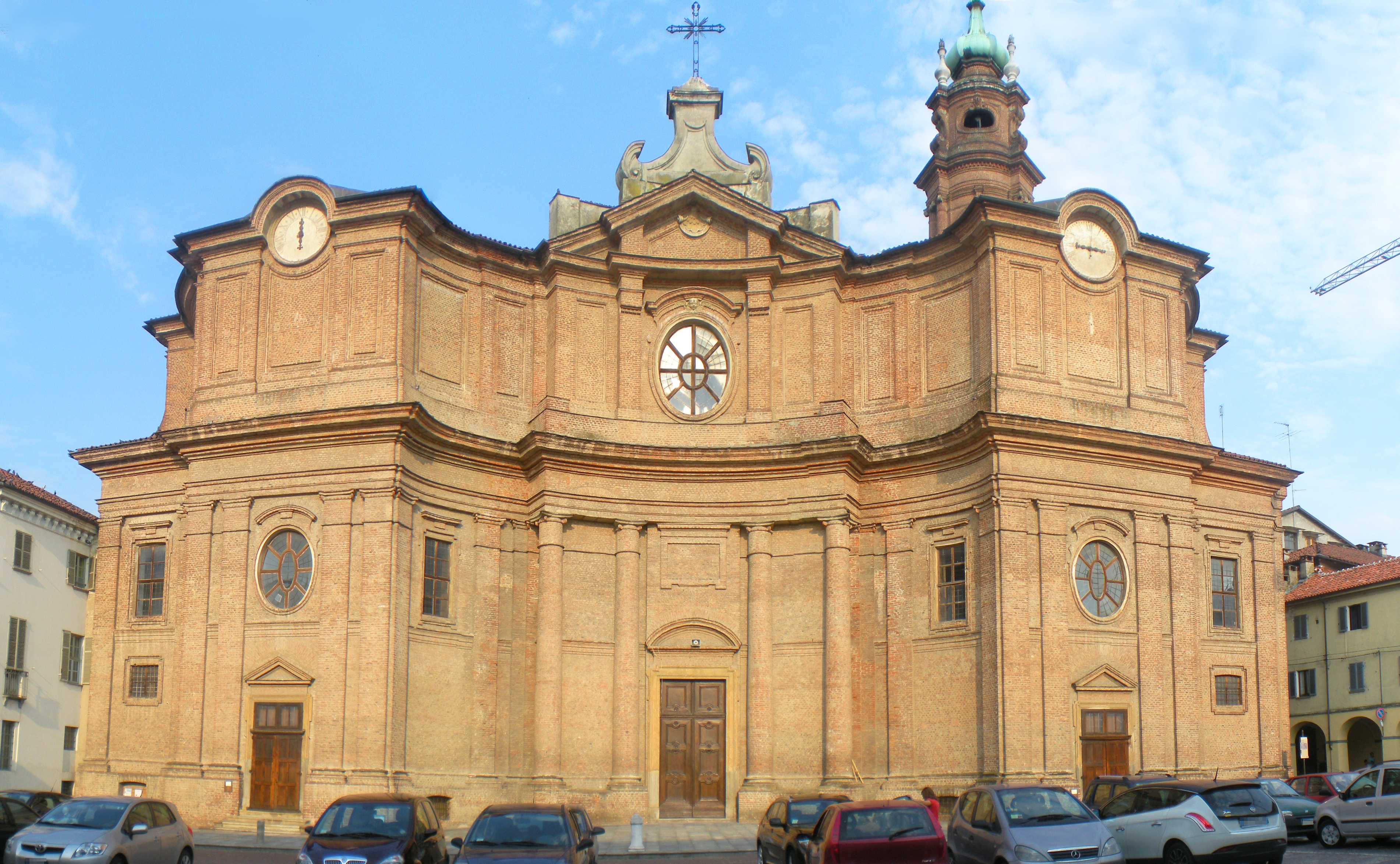
Dom San Giovanni Battista

- Duomo San Giovanni Battista e Remigio, erbaut 1757–1767.

## Söhne und Töchter
- Humbert II. (1060–1103), Graf von Savoyen
- Karl I. (1468–1490), Herzog von Savoyen
- Barnaba Oriani (1752–1832), Astronom
- Pier Giorgio Micchiardi (* 1942), römisch-katholischer Geistlicher und emeritierter Bischof von Acqui